# 이스라엘 회복당
이스라엘 회복당(히브리어: חוסן לישראל 호센 리스라엘)은 이스라엘의 정당으로, 2018년 12월 전 이스라엘 방위군 총참모장 베니 간츠가 창당했다. 2019년 4월 총선 때 청백연합의 일원으로 처음으로 도전했다.